# Summer Night City
Summer Night City – niealbumowy singel zespołu ABBA. Björn Ulvaeus i Benny Andersson, członkowie zespołu, napisali tekst i skomponowali muzykę. Piosenka została nagrana podczas sesji w 1978 roku. W 2001 roku. utwór dodano do składanki The Definitive Collection, a obecnie dodawany jest jako bonus do albumu Voulez-Vous. Na stronie B znajduje się utwór "Medley", który jest złożony z trzech tradycyjnych amerykańskich piosenek - "Pick A Bale Of Cotton", "On Top Of Old Smokey" i "Midnight Special". Zespół nagrał "Medley" w 1975 na cele charytatywne.

## Promowanie singla
- Koncert na Wembley, Wielka Brytania[2]
- Fuji TV, Japonia[3]
- Koncert w Paryżu, Francja[4]
- Dick Cavett TV, Szwecja[5]